# Буркхард XVIII фон Залдерн
Буркхард XVIII фон Залдерн (на немски: Burchard XVIII. von Saldern; * 1483; † 29 септември 1550) е благородник от род Залдерн и господар на Залдерн (част от Залцгитер) в Херцогство Брауншвайг.
Той е син на Хайнрих X фон Залдерн († 16 март 1515) и съпругата му Ютта фон Щайнберг (* 1457; † 1 май 1520), дъщеря на Буркхард фон Щайнберг и Салома фон Велтхайм (* ок. 1432), дъщеря на Лудвиг I фон Велтхайм († 1472) и Салома фон Рутенберг (* ок. 1401). Внук е на Хилдебранд фон Залдерн († пр. 1457) и Анна фон Хауз (* ок. 1415). Правнук е на Буркхард XVI фон Залдерн († пр. 1425) и Мете фон Велтхайм (* ок. 1385). Майка му Ютта фон Щайнберг се омъжва втори път за Хайнрих II фон Крам († пр. 1476).
Брат е на Анна фон Залдерн († 1545), омъжена за Бодо фон Аделебзен († 1534). Полубрат е на Буркхард IV фон Крам (* ок. 1476; † ок. 1531), който е на служба при ландграфа на Хесен.

## Фамилия
Буркард XVIII фон Залдерн се жени 1527 г. за Якоба фон дер Асебург (* 1507; † 1 юли 1570/1571), дъщеря на Якоб III фон дер Асебург († сл. 1507) и Еулалия (Олека) фон Вестфален († 1511). Те имат децата:
- Хайнрих фон Залдерн (* 1532, Греене, днес в Айнбек; † 2 декември 1588, Хенекенроде в Холе), женен пр. 1563 г. за Маргарета фон Велтхайм († сл. 1599); имат четири деца
- Буркард фон Залдерн (* 23 април 1534; † 28 януари 1595, Екворд), господар в Екворд, дрост на Пайне, женен 1580 г. в Хановер за Гизела фон Мюнххаузен († 29 декември 1612, Абензен); имат син и дъщеря
- Маргарета фон Залдерн (* 17 април 1545, Лауенщайн; † 9 ноември 1615, Харбке), омъжена на 24 февруари 1568 г. в	Дернебург за Ахац фон Велтхайм (* 3 януари 1538; † 12 септември 1588, Харбке), господар в Харбке и Острау, княжеския съветник в Магдебург
- Анна фон Залдерн, омъжена ок. 29 май 1559 г. за Йобст фон Бер († 1581)
- Якоб фон Залдерн († 1565 – 1568); има дъщеря
- Ютта фон Залдерн († 31 октомври 1567), омъжена за Мелхиор фон Щайнберг, син на Зигфрид фон Щайнберг († 1550) и Катарина фон Ханщайн († 1567)
- София фон Залдерн († 25 март 1620), омъжена за Лудолф фон Кленке (* 1517;† 20 май 1588), син на Йохан фон Кленке(† 1529) и Анна фон Велтхайм († 1556)